# 화려한 유혹 (1987년 영화)
《화려한 유혹》(Who's That Girl?)은 미국에서 제작된 제임스 폴리 감독의 1987년 코미디 영화이다. 마돈나 등이 주연으로 출연하였고 로실린 헬러 등이 제작에 참여하였다.
이 영화는 1987년 8월 7일 개봉되었으며 개봉 첫 주 2,500,000 달러의 수익을 거두면서 박스오피스 봄이 되었다.

## 출연

### 주연
- 마돈나
- 그리핀 던
- 하빌랜드 모리스

### 조연
- 존 맥마틴
- 비비 베쉬
- 존 밀스
- 로버트 스완
- 드류 필스버리
- 코티 먼디

## 기타
- 협력프로듀서: 앤드류 스미스
- 미술: 아이다 랜덤
- 의상: 데보라 린 스콧
- 배역: 글렌 다니엘스